# 1852년 미국 하원의원 선거
1852년 미국 하원의원 선거는 1852년 미국에서 치러진 하원의원 선거로, 같은 해 치러진 대선에서 민주당 프랭클린 피어스 후보의 당선에 힘입어 민주당이 절대 다수를 차지한다

## 선거 결과
| 정당       | 의석수 |
| ---------- | ------ |
| 민주당     | 158석  |
| 휘그당     | 71석   |
| 자유토지당 | 4석    |
| 무소속     | 1석    |
| 합계       | 234석  |